# Lac Kakisa
Le lac Kakisa est un lac situé dans les Territoires du Nord-Ouest au Canada. Il est alimenté par la rivière Kakisa.